# Sergej Vladislav Petras
Sergej Vladislav Petras (7. listopadu 1921 Moravská Ostrava – 27. července 1997) byl československý generál, příslušník 1. československého armádního sboru.

## Život

### Před druhou světovou válkou
Sergej Vladislav Petras se narodil 7. listopadu 1921 v Moravské Ostravě v rodině úředníka a bývalého legionáře Vladislava Petrase a středoškolské pedagožky Marie, rozené Kuzněcové. V srpnu 1931 odjel s otcem do Sovětského svazu, kde dostudoval střední školu a začal pracovat jako grafik. Absolvoval též redaktorský kurz. Získal sovětské občanství a žil v Moskvě. V roce 1938 se oženil s Alexandrou Ivanovnou Kazkovou, manželům se v roce 1939 narodil syn Vladislav.

### Druhá světová válka
Po napední Sovětského svazu nacistickým Německem v červnu 1941 byl Sergej Vladislav Petras povolán do Rudé armády a od července 1941 se účastnil obrany Moskvy. Dne 13. února 1943 se přihlásil do nově vznikající československé jednotky v Buzuluku. Zúčastnil se bitvy u Sokolova, poté v Novochopjorsku absolvoval školu pro důstojníky pěchoty v záloze, následně se stal velitelem čety samopalníků při tankovém praporu. Zúčastnil se bitvy o Kyjev, Bílou Cerekev, od dubna 1944 již velel samopalnické rotě a v této pozici prošel Karpatsko-dukelskou operací, během které byl dvakrát lehce raněn. Zúčastnil se osvobozování Slovenska a u Bolatic byl během Ostravské operace těžce raněn. Dosáhl hodnosti nadporučíka.

### Po druhé světové válce
Mezi červnem a zářím 1945 se Sergej Vladislav Petras účastnil zajišťování hranic na Těšínsku, kde došlo ke sporům s Polskem. Následně byl dlouhodobě hospitalizován s následky zranění utrpěných v závěru války. K 1. únoru 1948 byl ze zdravotních důvodů přeložen do výslužby a začal pracovat jako trafikant v Jablonci nad Nisou. V roce 1951 se mu narodila dcera Nina. V roce 1958 se navrátil do činné služby a stal se zástupcem československého vojenského přidělence v Bulharsku. V dubnu 1970 přešel na post vědeckého pracovníka Vojenského historického ústavu v Praze. K 7. prosinci 1976 odešel do zálohy. Byl činný v Československém svazu bojovníku za svobodu a v dalších spolcích, pořádal přednášky. V roce 1990 byl povýšen na generálmajora ve výslužbě. Zemřel 27. července 1997.

## Publikační činnost
Sergej Vladislav Petras je autorem knihy Československé tankové vojsko v SSSR vydané v roce 1978 v nakladatelství Naše vojsko a spoluautorem díla Tanky míří k Ostravě vydaného v roce 1979.

## Vyznamenání
- 1943 Leninův řád
- 1943 Řád Bohdana Chmelnického III. třídy
- 5x 1944 a 2x 1945 Československý válečný kříž 1939
- 1944 Československá medaile Za chrabrost před nepřítelem
- 1944 Pamětní medaile československé armády v zahraničí
- 1945 Řád Alexandra Něvského (Sovětský svaz)
- 1945 Medaile Za obranu Moskvy
- 1945 Medaile za vítězství nad Německem ve Velké vlastenecké válce 1941–1945
- 1946 Řád partyzánské hvězdy III. třídy
- 1947 Československá medaile za zásluhy I. stupně
- Medaile za odvahu
- Sokolovská pamětní medaile
- Řád Vítězného února
- Řád rudé zástavy